# Richard Laver
Richard Joseph Laver (20 de outubro de 1942 – Boulder, Colorado, 19 de setembro de 2012) foi um matemático estadunidense, que trabalhou com teoria dos conjuntos.

## Formação e carreira
Laver obteve um PhD na Universidade da Califórnia em Berkeley em 1969, orientado por Ralph McKenzie, com a tese Order Types and Well-Quasi-Orderings. Durante a maior parte de sua carreira foi professor da Universidade do Colorado em Boulder.
Richard Laver morreu em Boulder (Colorado) em 19 de setembro de 2012, após longa doença.